# 王道商業銀行
王道商業銀行（おうどうしょうぎょうぎんこう、繁体字中国語: 王道商業銀行、英語: O-Bank）は、台湾の銀行の一つ。略称は王道銀行、王道商銀。
台北市内湖区に本社を置き、1999年7月12日に台湾初の新興産業銀行として「台湾工業銀行」という名称で設立され、2017年に商業銀行として再編・個人金融市場に参入し、それにあわせて銀行名を現在のものに変更した。
「王道」という名称は、包容力、正しい道を歩む、他者を利することで自己を実現するという精神に由来していると説明されている。台湾内に6ヶ所の拠点があり、台湾地区外でも天津市と香港に支店がある。

## インターネットミーム「真夏の夜の淫夢」との関連
2025年5月14日、この日は台湾で使用される民国紀元において民国114年5月14日となり、日本のゲイビデオ「真夏の夜の淫夢」に端を発するネットミームである「淫夢」で度々用いられる「114514」に敬意を表して、台湾のインターネット上でも盛り上がる風潮が発生した。その中で、王道商業銀行の本社の郵便番号が114-514であること、このネットミームにてよく引用される「野獣先輩」の発言である「王道を征く」が掛け合わさっていることが話題となった。当日には本社前に複数のネットユーザーが集まって写真撮影などが行われ、中には王道商業銀行の口座に114,514新台湾ドルを入金したり、114,514円の日本円に両替する者も現れたという。